# Карпиловка (Камень-Каширский район)
Карпиловка (укр. Карпилівка) — село в Сошичненской сельской общине Камень-Каширского района Волынской области Украины.
Население по переписи 2001 года составляет 709 человек. Почтовый индекс — 44574. Телефонный код — 3357. Занимает площадь 3,486 км².